# Baza Gadna Dżo’ara
Baza Gadna Dżo’ara – jest bazą szkoleniową Gadna, przygotowującą młodzież do służby zasadniczej w Siłach Obronnych Izraela. Baza znajduje się w rejonie kibucu En ha-Szofet na północy Izraela.

## Położenie
Baza Gadna Dżo’ara jest położona w południowo-wschodniej części Wyżyny Manassesa, na północy Izraela. W tej części płaskowyżu wznoszą się najwyższe wzgórza. Są one porośnięte trawami i pozbawione lasów. W odległości 2 km na północy znajduje się kibuc En ha-Szofet.

## Historia
Baza Dżo’ara została utworzona w 1970 roku, w wyniku przekształcenia wcześniejszej bazy wojskowej w ośrodek szkoleniowy dla młodzieży w ramach programu Gadna. Pierwotnie znajdowała się ona w miejscu obecnego Muzeum Dżo’ara przy kibucu En ha-Szofet. W 1938 roku powstała tutaj baza szkoleniowa żydowskiej organizacji paramilitarnej Hagana. Lokalizacji tej sprzyjało izolowane położenie i stosunkowo niewielka obecność brytyjskich sił policyjnych w okolicy. W rezultacie, bardzo szybko pojawili się tutaj najwybitniejsi dowódcy Hagany, a Josef Avidar otrzymał rozkaz zorganizowania pierwszych kursów szkolenia wojskowego. W latach 1938–1948 przeszkolenie przeszło ponad tysiąc oficerów, którzy później tworzyli podstawy Sił Obronnych Izraela. Tutejsze kursy przeszło czterech późniejszych Szefów Sztabu Generalnego Sił Obronnych Izraela: Mosze Dajan, Icchak Rabin, Chajjim Bar-Lew i Cewi Cur – ale także wielu późniejszych generałów i wyższych oficerów, w tym Rechawam Ze’ewi, Uzi Narkiss, Cewi Zamir, Jigal Allon, Me’ir Amit, Chajjim Laskow i wielu innych. W latach 1950–1967 tutejsza baza wojskowa Dżo’ara pełniła funkcję podstawowego ośrodka szkoleniowego Brygady Golani, a w 1970 roku przekształcono ją w ośrodek szkoleniowy Gadna. Dla potrzeb obozów letnich oraz zajęć terenowych utworzono w odległości 2 km na południe od kibucu En ha-Szofet obozowisko z poligonem i strzelnicą.

## Wykorzystanie
Działalność bazy dzieli się na dwie części składowe rozległego programu edukacyjnego młodzieży. Przy Muzeum Dżo’ara mieszczą się zabudowania, w których realizowane są zajęcia teoretyczne, przybliżające młodzieży historię narodu żydowskiego i walkę o niepodległość Izraela. W ten sposób w świadomości młodych Izraelczyków rozbudowywany jest patriotyzm oraz kształtowany współczesny syjonizm. Natomiast w położonej bardziej na południu bazie, organizowane są obozy oraz praktyczne kursy szkoleniowe. Młodzież uczy się tutaj dyscypliny wojskowej oraz umiejętności posługiwania się bronią. Wszyscy śpią w namiotach, a okoliczne wzgórza są wykorzystywane do poprawy kondycji fizycznej młodych ludzi.